# Christian Ludwig (Schauspieler)
Christian Ludwig (* 1985 in Strausberg) ist ein deutscher Schauspieler, Synchronschauspieler, Regisseur, Autor, Hörbuchregisseur.

## Leben
Christian Ludwig wuchs im brandenburgischen Herzfelde in Märkisch-Oderland auf. Nach dem Abitur am Heinitz-Gymnasium in Rüdersdorf, wo er erste Theater und Filmerfahrung sammeln konnte, studierte er am Europäischen Theaterinstitut Berlin Schauspielerei. Danach folgten zahlreiche Theaterengagements an verschiedensten Häusern u. a. am Theater der Stadt Aalen, Kammertheater Karlsruhe, Staatstheater Cottbus, Theater Vorpommern, Boulevardtheater Dresden uvm. In verschiedensten Charakteren konnte er sich ausleben und weiterentwickeln, wie in Volker Ludwigs „Linie 1“ als Bambi und einer kettenrauchenden Wilmersdorfer Witwe, in Richard O’Briens „The Rocky Horror Show“ als Riff Raff, in Brandon Thomas „Charleys Tante“ als Charley, in Franz Wittenbrinks „Männer“ als Muttersöhnchen und Inspektor Holm in „Die Olsenbande dreht durch“.
Neben seiner Arbeit an unterschiedlichsten Theatern Deutschlands hat er auch vor und hinter der Kamera Erfahrungen gesammelt. So zum Beispiel in dem 2010 gedrehten Film „Anonymous“ von Roland Emmerich. Kleinere Rollen übernahm er noch für Regisseure wie: Jan Heck, Hendrik Handloegten, Ryan Monolopolus, Sergej Moya u. a. Seit 2015 schreibt und inszeniert Ludwig eigene Stoffe für Kurzfilme. Hier konnte er mit verschiedenen Filmen bei internationalen Filmfestivals Preise gewinnen.
Seit 2008 ist Ludwig ebenfalls als Synchronsprecher und Voiceover-Sprecher tätig und arbeitet in diesem Bereich zunehmend mehr. Außerdem arbeitet er seit 2022 für den Buchfunk Verlag als Hörbuchregisseur in Berlin.
Ludwig lebt mit seiner Frau und einer Tochter in Berlin.

## Theater
- 2008: Der Teufel mit den drei goldenen Haaren. Regie: Martin Olbertz. Theaterkapelle Berlin
- 2008: Von heute an wollen wir gut sein. Regie: Bozena Baranowska. Maxim Gorki Theater Berlin
- 2009: Linie 1. Regie: Ingmar Otto. Theater der Stadt Aalen
- 2009: Peter Pan. Regie: Ingmar Otto. Theaterfest Aalen
- 2009: Mir geht’s gut. Regie: Friedo Solter. Europäisches Theaterinstitut Berlin
- 2010: Dorfpunks. Regie: Ingmar Otto. Theater der Stadt Aalen
- 2010: Linie 1. Regie: Ingmar Otto. Kammertheater Karlsruhe
- 2010: Berlin Berlin. Regie: Anette Kuss. Jugend Funkhaus Berlin
- 2011: Tankstelle der Verdammten. Regie: Ingmar Otto. Theater der Stadt Aalen
- 2012: La Resurreszione. Regie: Cobie van Rensburg. Radialsystem V; Goethe Theater Bad Lauchstädt; Theater Winterthur
- 2012–2015: Rocky Horror Show. Regie: Ingmar Otto. Kammertheater Karlsruhe
- 2013: Das Phantom der Oper. Regie: Manfred Gorr. Die audiomimen Rostock
- 2013–2014: Im weissen Rössel. Regie Ingmar Otto. Kammertheater Karlsruhe
- 2014–2015: Männer. Regie: Michael Letmathe. K2 Karlsruhe; Kammertheater Karlsruhe; Cube 521 Luxemburg; Freilichtspiele Schwäbisch Hall; Theatertage Heidelberg
- 2015: Männer 2. Regie: Michael Letmathe. K2 Karlsruhe
- 2015: Singleparty. Regie: Ingmar Otto. K2 Karlsruhe
- 2016–2017: Männer. Regie: Thomas Weber-Schallauer. Staatstheater Cottbus
- 2017–2018: Robin Hood. Regie: Markus Voigt & Jan Bernhardt. Theater Vorpommern
- 2017–2020: Gebrüder Grimm. Regie: Olaf Becker. Boulevardtheater Dresden
- 2018–2021: Charleys Tante. Regie: Manuel Krstanovic. Boulevardtheater Dresden
- 2018–2022: Familie Bernd Seifert. Regie: Olaf Becker. Boulevardtheater Dresden
- 2019: Die Fete endet nie. Regie: Olaf Becker. Boulevardtheater Dresden
- 2019–2023: Die Olsenbande dreht durch. Regie: Jürgen Mai. Boulevardtheater Dresden
- 2022–2024: Jugendfeier. Regie: Volkmar Leif Gilbert. Humanistischer Verband Deutschlands Regionalverband Ostbrandenburg

## Filmographie (Auswahl)
- 2003: Baal (Spielfilm)
- 2010: Anonymous (Spielfilm)
- 2010: Short Cuts (Kurzfilm)
- 2010: Springwut (Musikvideo)
- 2011: Moosgrün (Kurzfilm)
- 2013: Shadow of your Love (Spielfilm)
- 2014: Übers Wasser (Spielfilm)
- 2015: Metamorphia (Kurzfilm) (Drehbuch & Regie)
- 2016: Babylon Berlin (Fernsehserie, eine Folge)
- 2016: Die Kunst der Zerstörung (Kurzfilm)
- 2016: Solution (Kurzfilm) (Drehbuch & Regie)
- 2017: Das magische Wort (Kurzfilm) (Drehbuch & Regie)
- 2017: Hardskils E-learning (Lehrfilm)
- 2017: Schlaflos (Kurzfilm) (Drehbuch & Regie)
- 2018: Chrisiweißwie (Tutorial) (Drehbuch & Regie)
- 2018: Weinstein (Kurzfilm) (Drehbuch & Regie)
- 2019: Die ABOUT ME Comedy Show. (Moderation) (Drehbuch & Regie)
- 2019: Hardskills E-Learning (Kurzfilm)
- 2019: Sentence. (Kurzfilm)
- 2019: That has to be Love. (Kurzfilm) (Drehbuch & Regie)

## Synchron (Auswahl)
- 2011: Anonymous (Film)... Stageplayer
- 2020: Field of Blood (Film)... Bobby
- 2020: Fried Barry (Film)... Jono
- 2021: Der Tod küsst dich um Mitternacht (Film)... Bergson
- 2021: Die eiserne Hand des Todes (Film)... Pepito
- 2021: Son (Film)... Arzt
- 2021: The Realm (Film)... Amigo
- 2022: Zatoichi auf der Flucht (Film)... Sakichi
- 2022: Let the wrong one in (Film)... Taxifahrer
- 2022: No Way Back – Tödliche Vergangenheit (Film)... Steve
- 2022: Sunyata – Das Verlangen nach Rache (Film)... Johnny Wang
- 2022: The Code (Serie)... Gunnery SGT. Washington
- 2022: The Roundup (Film)... Doo-ik
- 2022–2023: The Rookie: Feds (Serie)... Burnett
- 2023: Black Knight (Serie)... Loser
- 2023: Lucie Aubrac (Film)... Aubry
- 2023: Secret Invasion (Serie)... Soldat
- 2023: Venezuela (Doku)... Yorbenis
- 2023: White House Plumbers (Serie)... Reporter